# Arturo Nieto

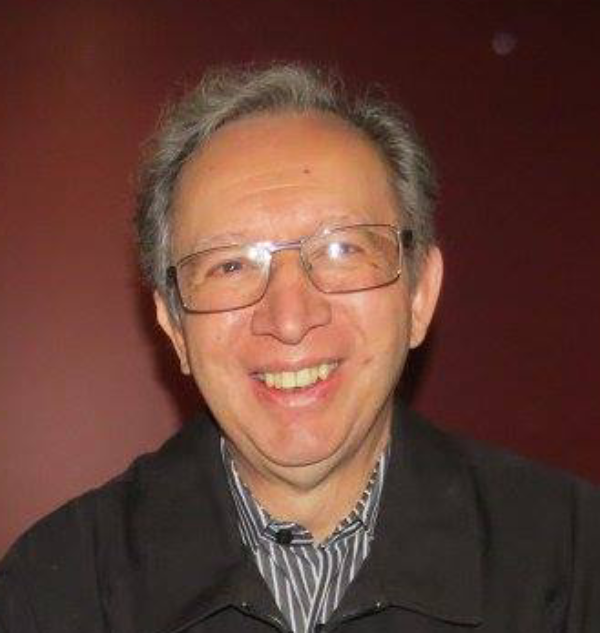
Arturo Nieto

Arturo Nieto Olmedo (* 9. April 1940 in Mexiko) ist ein mexikanischer Opernsänger, Bariton und Gesangslehrer am Nationalen Konservatorium für Musik.

## Leben
Nieto war Schüler von Ángel R. Esquivel am Nationalen Konservatorium für Musik in Mexiko und an der Nationalen Musikschule der Nationalen Autonomen Universität von Mexiko (UNAM). Er debütierte 1967 im Palacio de Bellas Artes in der Rolle des Sharpless in Giacomo Puccinis Oper Madama Butterfly. Später trat er bei der Eröffnung des ersten Internationalen Cervantino-Festivals im Jahr 1972 auf, wo er die Rolle von Don Quichotte in Jules Massenets gleichnamiger Oper interpretierte. Im selben Jahr erhielt er das Diplom der Nationalen Union der Theater- und Musikkritiker als mexikanischer Sänger des Jahres.
Im Laufe seiner Karriere trat Nieto bei mehreren Opernsaisons im Palacio de Bellas Artes, im Teatro Degollado und im Teatro Florida auf. Darüber hinaus umfasste sein Repertoire Zarzuela, Operette und Kammeroper. Einige der Rollen, die er gespielt hat, sind Papageno in Die Zauberflöte, Valentin in Faust von Gounod, Fígaro in Der Barbier von Sevilla von Rossini und Vidal Hernando in Luisa Fernanda von Moreno Torroba.
Als Bariton stand Nieto auf der Bühne mit  Opernpersönlichkeiten wie Plácido Domingo. Derzeit ist er Gesangslehrer am Nationalen Konservatorium für Musik und hat internationale Sänger wie Rolando Villazón ausgebildet.
Nieto ist  der Vater des Pianisten Arturo Nieto Dorantes, der an der Musikfakultät der Université Laval als ordentlicher Professor tätig ist und die Master- und Doktoratsprogramme in Musikinterpretation leitet.